# Мескаламдуг
Мескаламдуг (шумер. „Герой на добрата страна“) е един от първите царе (лугали) на шумерския град Ур, владетел от XXVI век пр.н.е. В „Шумерския царски списък“ не се споменава, вероятно защото е владеел само Ур, а не цял Шумер.
Намерен е златен шлем и златен печат на Мескаламдуг, където е записано името „на Мескаламду[г] – лугал“. Други източници, в където да се споменава името му не са известни. Леонард Уули, ръководител на разкопките предполагал, че става дума за двама отделни владетеля с едно и също име. По-късно в Мари е намерено споменаване на Мескаламдуг като баща на Месанепада.
Шлемът е откраднат по време на погрома на Багдадския музей през април 2003 г. В Британския музей се съхранява негово галванопластическо копие.
| I династия на Ур |                          |                      |
| Предшественик: — | цар на Ур 26 век пр.н.е. | Наследник: Акаламдуг |